# Glitch Princess
Glitch Princess è il secondo album in studio della musicista singaporiana Yeule, pubblicato il 4 febbraio 2022. La versione digitale dell'album dura più di cinque ore, a causa dell'inclusione della traccia finale, "The Things They Did for Me Out of Love", una traccia ambient di quattro ore.

## Tracce
Testi e musiche di Yeule.
1. My Name Is Nat Ćmiel – 2:51
2. Electric – 3:16
3. Flowers Are Dead – 4:16
4. Eyes – 4:09
5. Perfect Blue (feat. Tohji) – 2:59
6. Don't Be So Hard on Your Own Beauty – 3:12
7. Fragments – 4:14
8. Too Dead Inside – 3:26
9. Bites on My Neck – 4:49
10. I <3 U – 3:59
11. Friendly Machine – 3:47
12. Mandy – 2:20

Edizione digital
1. The Things They Did for Me Out of Love – 284:00

## Formazione
- Yeule – testi, voce, produzione (tracce 1, 3, 5–7, 10–12); VFX/editing (come Nat Ćmiel)
- Danny L Harle – testi, produzione (tracce 2, 4, 8, 9 e 13)
- Mura Masa – testi, produzione (traccia 9)
- Kin Leonn – testi, produzione (traccia 6)
- Tohji - voce (traccia 5)

### Staff tecnico
- Heba Kadry – mastering
- Geoff Swan – mixng

### Staff artistico
- EG Huang – design del logo
- Neil Krug – copertina dell'album